# Förslövsholms landskommun
Förslövsholms landskommun var en tidigare kommun i dåvarande Kristianstads län. 

## Administrativ historik
Kommunen bildades i Bjäre härad vid den så kallade storkommunreformen 1952 av kommunerna Förslöv och Grevie. Den ägde bestånd fram till årsskiftet 1970-1971, då den lades samman med Båstads kommun.
Kommunkoden var 1144.

### Kyrklig tillhörighet
I kyrkligt hänseende tillhörde kommunen Förslövs församling och Grevie församling. Dessa gick samman 2002 att bilda Förslöv-Grevie församling.

## Geografi
Förslövsholms landskommun omfattade den 1 januari 1952 en areal av 78,64 km², varav 78,39 km² land.

### Tätorter i kommunen 1960
| Tätort       | Folkmängd |
| ------------ | --------- |
| Förslövsholm | 747       |
| Grevie       | 372       |

Tätortsgraden i kommunen var den 1 november 1960 32,7 procent.

## Politik

### Mandatfördelning i valen 1950-1966
| 10 | 17 | 5 | 3 |

| 34 |

| 10 | 14 | 4 | 7 |

| 33 |

| 8 | 14 | 3 | 10 |

| 32 |

| 10 | 14 | 4 | 7 |

| 30 | 5 |

| 9 | 14 | 4 | 8 |

| 31 |